# الجحيم المرتفع (فلم)
الجحيم المرتفع (بالإنجليزية: The Towering Inferno) هو فيلم حركة تم إنتاجه في الولايات المتحدة وصدر في سنة 1974.

## بطولة
- ستيف ماكوين
- بول نيومان
- ويليام هولدن
- فاي دوناوي
- فريد أستير

### ترشيحات وجوائز
| السنة | الحدث  | الفئة              | النتيجة  |
| ----- | ------ | ------------------ | -------- |
|       | أوسكار | أفضل تصوير سينمائي | فـــــوز |

## الميزانية والإيرادات
بلغت تكلفة إنتاج الفيلم حوالي 14,265,000 دولار بينما حقق أرباحا تقدر بـ 139,700,000 دولار.

## وصلات خارجية
- الجحيم المرتفع على موقع IMDb (الإنجليزية)
- الجحيم المرتفع على موقع ميتاكريتيك (الإنجليزية)
- الجحيم المرتفع على موقع الموسوعة البريطانية (الإنجليزية)
- الجحيم المرتفع على موقع روتن توميتوز (الإنجليزية)
- الجحيم المرتفع على موقع قاعدة بيانات الأفلام العربية
- الجحيم المرتفع على موقع ألو سيني (الفرنسية)
- الجحيم المرتفع على موقع Turner Classic Movies (الإنجليزية)
- الجحيم المرتفع على موقع أول موفي (الإنجليزية)
- الجحيم المرتفع على موقع بوكس أوفيس موجو (الإنجليزية)
- الجحيم المرتفع على موقع فيلمافينيتي (الإسبانية)